# Kahovkai-víztározó
A Kahovkai-víztározó (ukránul: Каховське водосховище) nagy méretű mesterséges tó volt Ukrajna déli részén, a Dnyeper folyón található víztározók közül a folyásirány szerinti utolsó tag. A kahovkai vízerőmű építésével jött létre 1956-ban, amikor az új gáttal elrekesztették a folyót Nova Kahovka városánál. A gát az orosz–ukrán háború során 2023. június 6-án átszakadt, ezt követően a tározó közel teljesen kiszáradt, míg az alsóbb szakaszokon az árvíz súlyos pusztítást okozott.

## Földrajza
A víztározó összesen 2155 km2-en terül el a Herszoni, Zaporizzsjai és Dnyipropetrovszki területeken. A tározó 240 km hosszú és 23 km széles, mélysége 3 és 26 m között változik, átlagos mélysége 8,4 m, a teljes víztérfogata 18,2 km3. A gátépítés következtében a Dnyeper természetes vízszintje 16 méterrel emelkedett meg. A helyiek a víztározót néha Kahovkai-tengerként emlegetik, mivel a folyó partjának másik oldalát egyes pontokon nem lehetett látni.
A tározó nagy gazdasági jelentőséggel bírt. Energetikai szerepe is jelentős volt, mivel a 350 MW teljesítményű vízerőmű mellett az 5,7 GW-os zaporizzsjai atomerőmű és a 3,6 GW-os zaporizzsjai hőerőmű hűtését is biztosította. Mezőgazdasági szerepét az Észak-Krími-csatorna és a Dnyeper-Krivij Rih-csatorna, valamint a krasznoznamjankai és a kahovkai öntözőrendszer vízellátása jelentette, de halgazdaságot is alakítottak ki rajta. Létrehozásával mélyvízi útvonalat alakítottak ki a Dnyeperen felhajózó teherhajók számára, emellett számos kikötőt is kialakítottak rajta, pl. Nyikopol vagy Enerhodar mellett.

## Az orosz invázió hatása

### Az orosz megszállás után
Az orosz–ukrán háború döntő hatással volt a vízkészletre és a vízügyi infrastruktúrára.
2022. november elejétől, az ukrajnai orosz invázió kezdetét követően Oroszország megnyitotta a kahovkai vízerőmű zsilipjeit, és a tározó vízszintje ezzel az elmúlt 30 év legalacsonyabb szintjére csökkent, veszélyeztetve az öntözési és ivóvízforrásokat, valamint a zaporizzsjai atomerőmű hűtőrendszerét. A vízszint 2022. december 1. és 2023. február 6. között további 2 métert csökkent. 2022. december 1. és 2023. február 6. között a leeresztés célja tisztázatlan volt, felmerült ugyan az ukrán mezőgazdaságban való szándékos károkozás, de az érintett mezőgazdasági területek nagy része 2023 elejétől Ukrajna oroszok által ellenőrzött részeihez tartozott. 2023 elején a Zaporizzsjai Területi Katonai Igazgatág felvetette, hogy az indíték részben az lehetett, hogy elárasszák és elmocsarasítsák a víztározótól délre fekvő területet, hogy megakadályozzák az ukrán erők átkelését a Dnyeper folyón. 2023-ban a vízszint a mélypont elérése után emelkedni kezdett, miután az ukrán kormány a folyó más tározóiból származó vízzel kezdte feltölteni a tározót. Az Ukrán Környezetvédelmi és Természeti Erőforrások Minisztériuma szerint ez azzal a veszéllyel fenyegetett, hogy a vízszint kritikus szintre csökken az dnyeperi víztározók egész kaszkádjában.
Február közepétől 2023 májusának végéig (máig tisztázatlan, hogy szándékosan vagy gondatlanságból) az időközben megsérült gátat nem állították be a vízhozam szezonális növekedésének megfelelően. Ennek következtében a víz átbukott a gát tetején, és a gát feletti területeket elöntötte a víz, a tározó vízszintje pedig 30 éves csúcsot ért el.

### A gát felrobbantása és annak utóhatásai
2023. június 6-án, helyi idő szerint 02:50 körül a gát, amely akkor Oroszország ellenőrzése alatt állt, átszakadt, és a mögötte lévő hatalmas víztömeg jelentős árhullámmal öntött el nagy kiterjedésű területeket. Ukrajna azzal vádolta Oroszországot, hogy felrobbantotta a gátat, és terrorcselekménynek nevezte ezt, míg Oroszország a pusztításért az ukránokat okolta. A folyásirányban lefelé közel 80 falut fenyegetett az áradás, és a gát nélkül a kulcsfontosságú Észak-krími-csatorna is véglegesen el lett vágva a vízellátástól. A helyi hatóságok szerint mintegy 16 ezer ember élt a kritikus zónában. 2023. június 6-án, a gát lerombolásakor a zaporizzsjai atomerőmű vízmércéjénél a tározó vízszintje 16,8 m volt, reggel 8 órakor 16,4 m körül állt. Ezután a vízállás a nap folyamán óránként mintegy 5 cm-t süllyedt.
Az ukrán mentőcsapatok szerint június 12-ig 14,4 km3, azaz a gát lerombolásakor tárolt közel 20 milliárd köbméternyi víz 72%-a jutott ki a tározóból.
Több, egymástól független szervezet és médium is rekonstruálta a 2023. június 6-án hajnalban történt eseményeket videó- és fényképfelvételek, infravörös műholdfelvételek, szeizmikus mérések, valamint a folyó mindkét partján élő műszaki és katonai szakértőkkel és szemtanúkkal készített interjúk alapján. A szerzők bebizonyították, hogy 2023. június 6-án - a korábbi károkkal ellentétben - nemcsak a közlekedési útvonalak és a kontaktorok semmisültek meg, hanem a gát középső szakaszán lévő, nagyrészt a vízszint alatt lévő, túlfolyó gátpárkány is. Ennek a masszív betonszerkezetnek a pusztulása, amely eredetileg az áramlás irányában mintegy 20 méter magas és 40 méter hosszú volt, nem magyarázható külső behatással, például légitámadással, mivel ekkora robbanóerejű légibomba vagy rakéta egyik oldalon sem állt hadrendben. A már meglévő (háborús) károk fokozatos előrehaladását vagy a gátszerkezetben fellépő alsó áramlásokat szintén ki lehetett zárni. Nincs okunk feltételezni, hogy a gát ezen része károsodhatott vagy nem megfelelően lett volna karbantartva. Az 1950-es évek tervezési és építési hiányosságai szintén nem jöhettek szóba, mint ok. Ellenkezőleg, a szeizmikus mérések, a műholdfelvételek, a szem- és fültanúk beszámolói egyértelműen a robbanás mellett szóltak. A bizonyítékok arra utaltak, hogy a robbantásnak egy karbantartó alagútból kellett történnie, amely mélyen a gáttest belsejében, a gát két vége között futott, és amelyhez hónapok óta csak az oroszoknak volt hozzáférése.
A tározó átszakadása az áradáson kívül hosszú távú gazdasági és ökológiai károkkal járt. A becslések szerint 95 000 tonna hal pusztult el, 10 000 hektár termőföld több évre művelhetetlenné vált az elöntés miatt, és további 500 000 hektár öntözése vált kétségessé, amely akár a globális élelmezésre is kihathat.

## Galéria

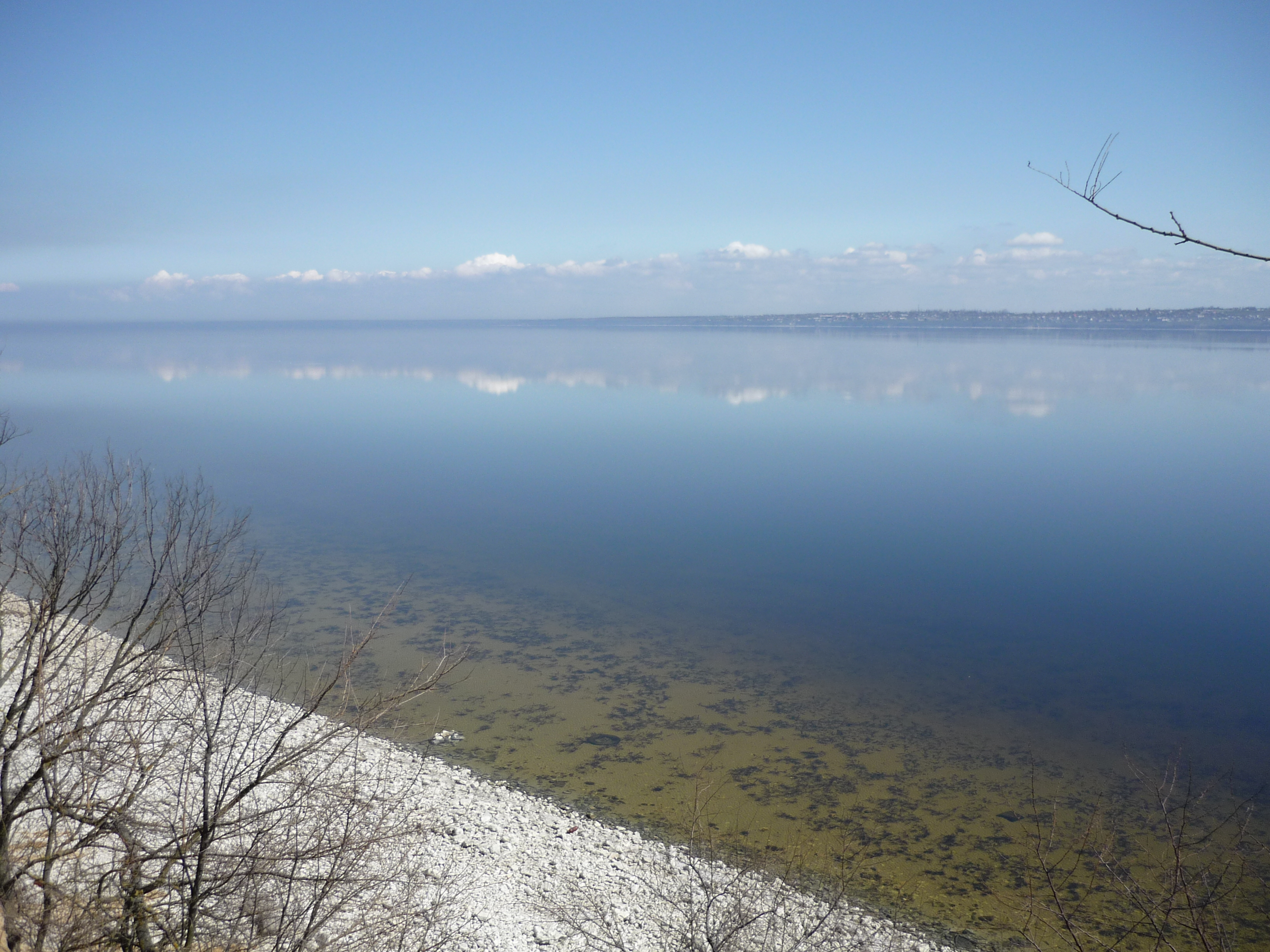
A feltöltött víztározó
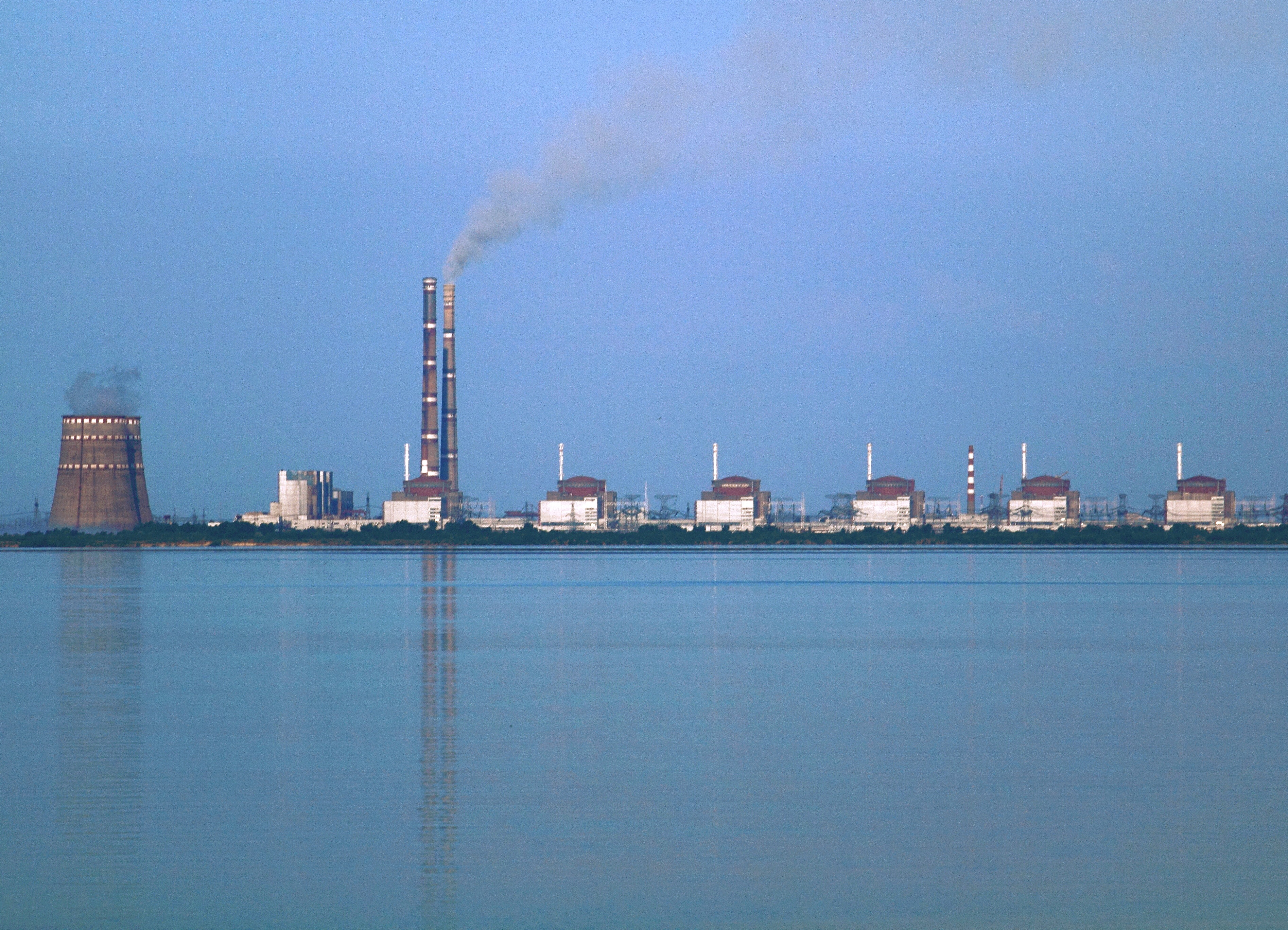
A part menti zaporizzsjai atomerőmű és hőerőmű blokkjai
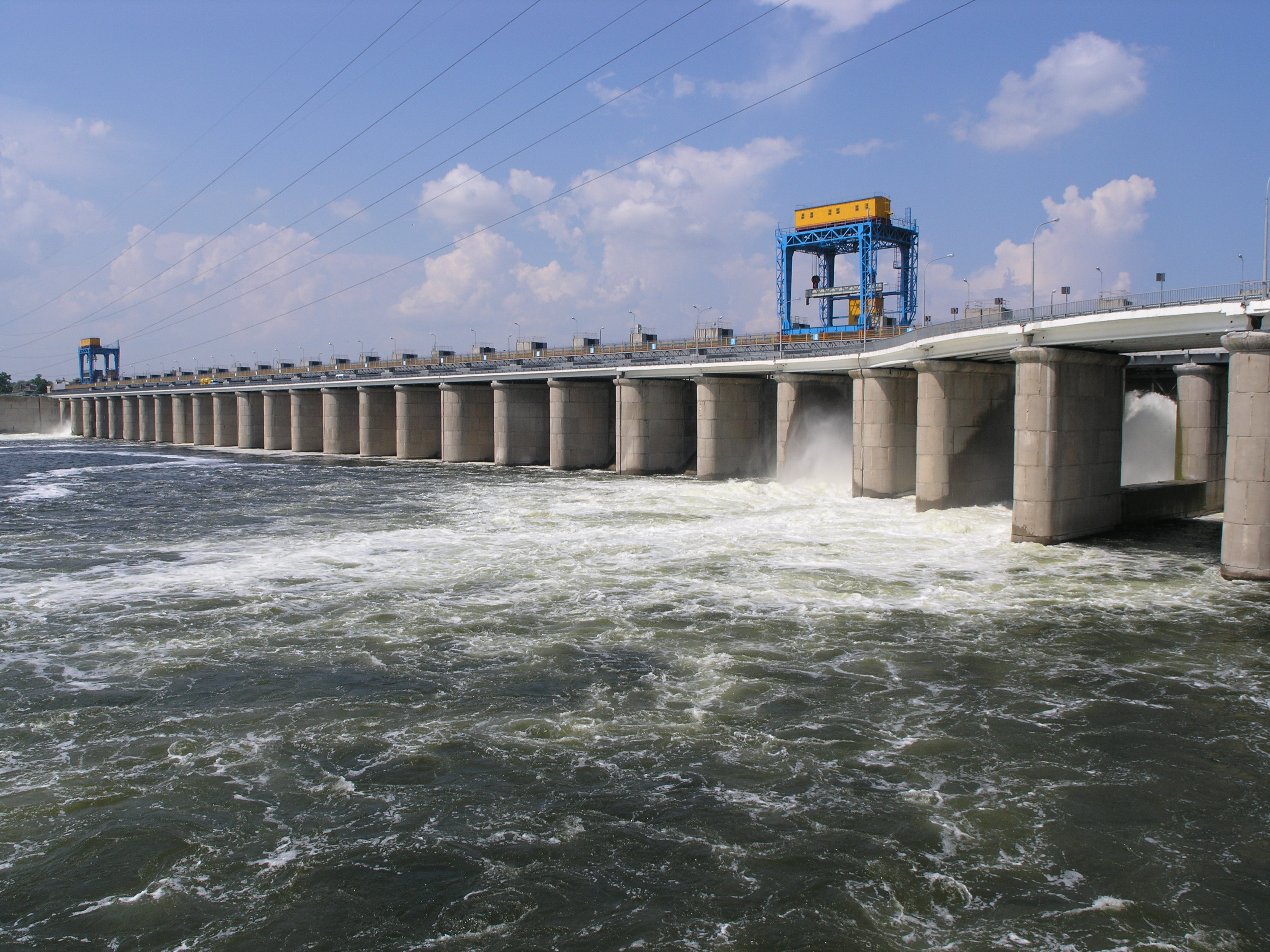
A duzzasztást végző kahovkai vízerőmű gátja
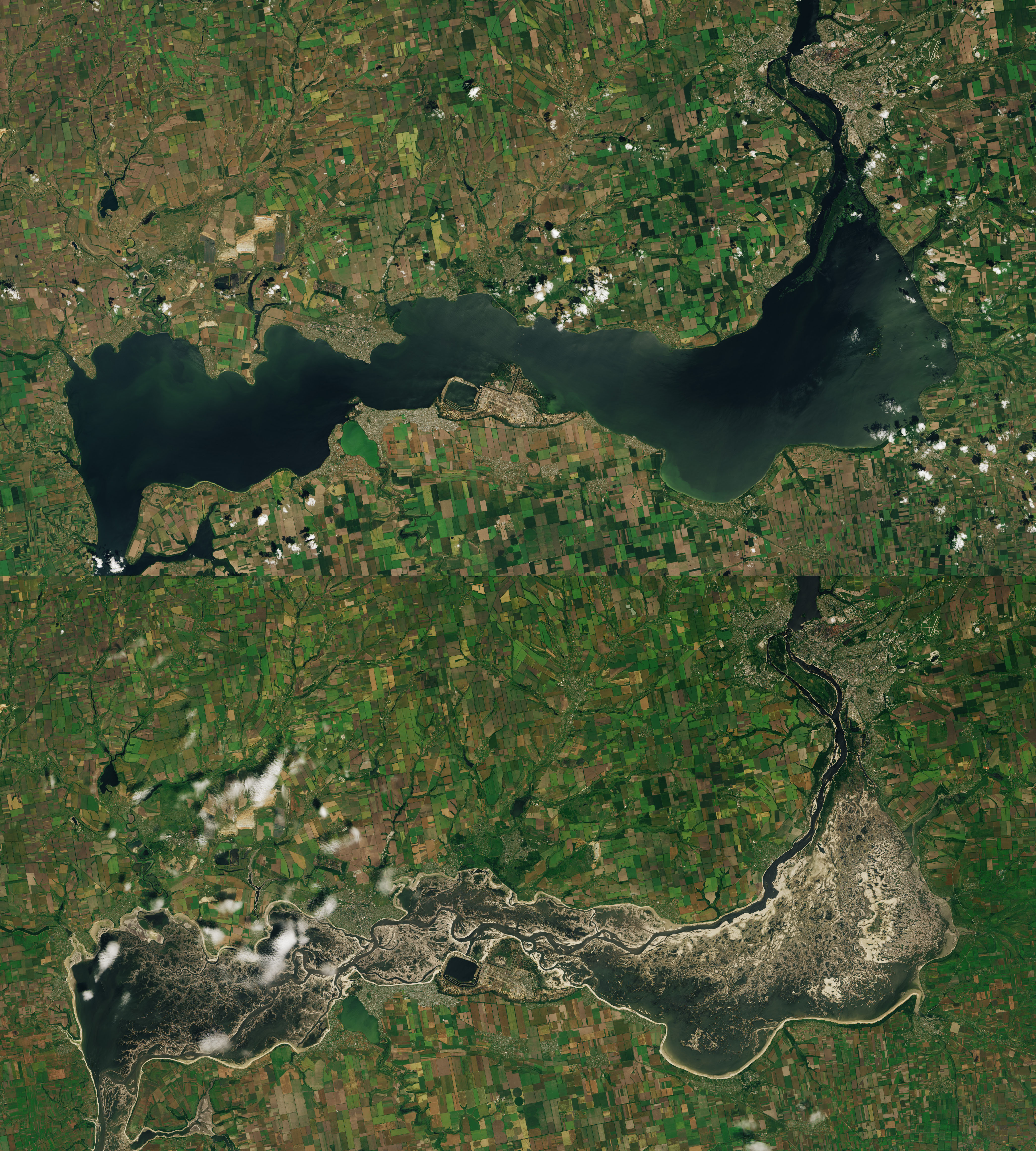
Műholdfelvétel a 2023-as gátszakadás előtti és utáni állapotról
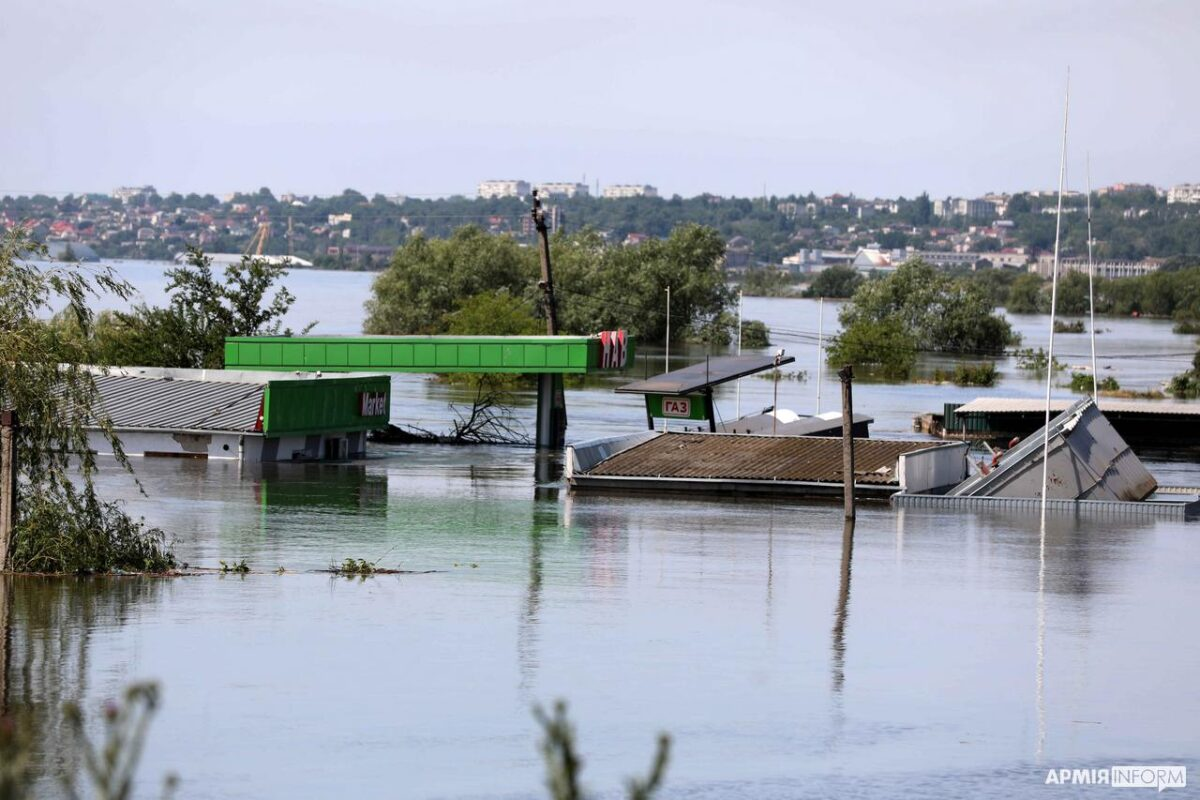
Az elárasztott Herszon
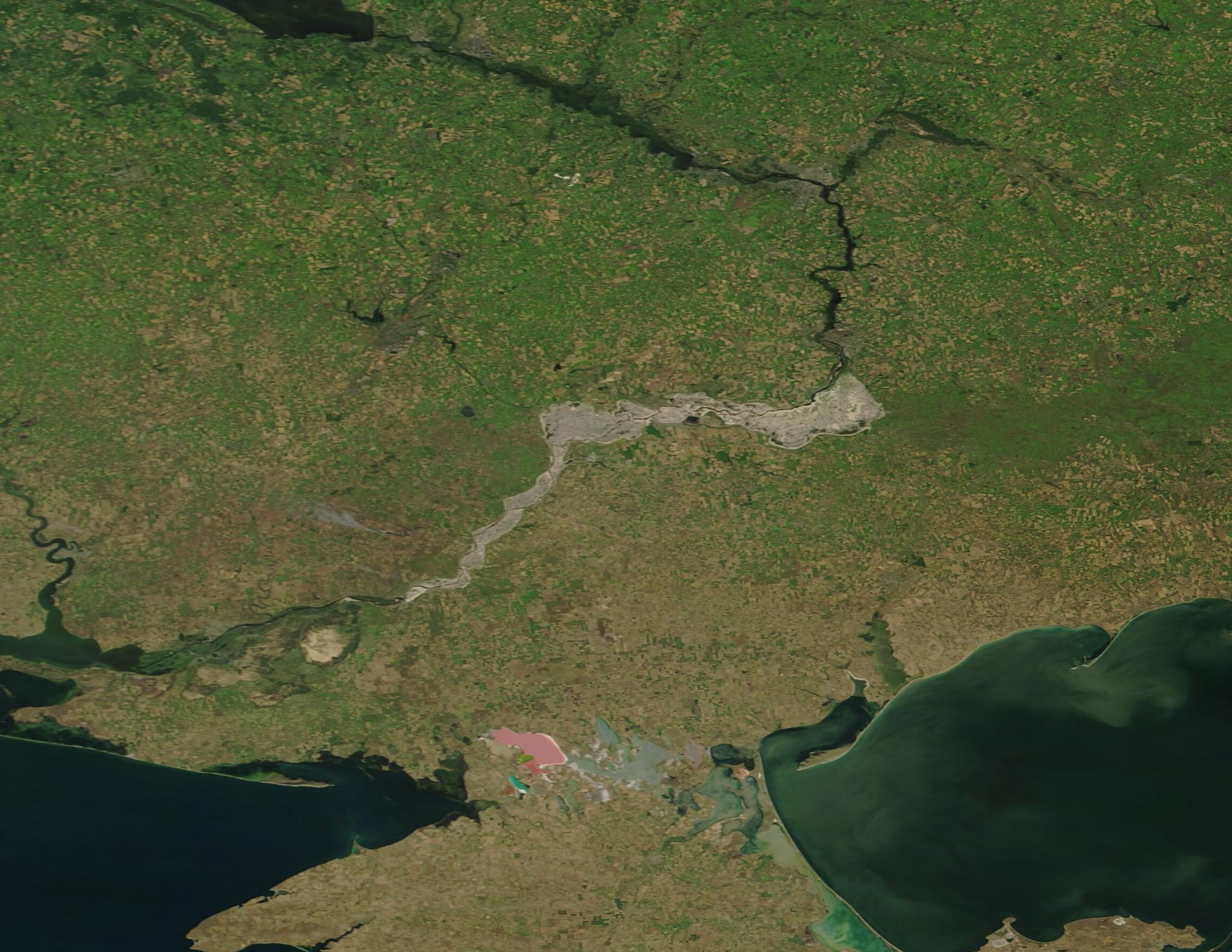
A 2023 augusztusára kiszáradt tározó

## Fordítás
- Ez a szócikk részben vagy egészben  a   Kakhovka Reservoir című angol Wikipédia-szócikk ezen változatának fordításán alapul.  Az eredeti cikk szerkesztőit annak laptörténete sorolja fel. Ez a jelzés csupán a megfogalmazás eredetét és a szerzői jogokat jelzi, nem szolgál a cikkben szereplő információk forrásmegjelöléseként.